# Sybra primaria
Sybra primaria là một loài bọ cánh cứng trong họ Cerambycidae.